# Vespa-gigante-da-madeira
Vespa Gigante da Madeira
Urocerus gigas, mais conhecida por Vespa Gigante da Madeira é uma espécie de insetos himenópteros, mais especificamente de moscas-serra pertencente à família Siricidae.
A autoridade científica da espécie é Linnaeus, tendo sido descrita no ano de 1758.

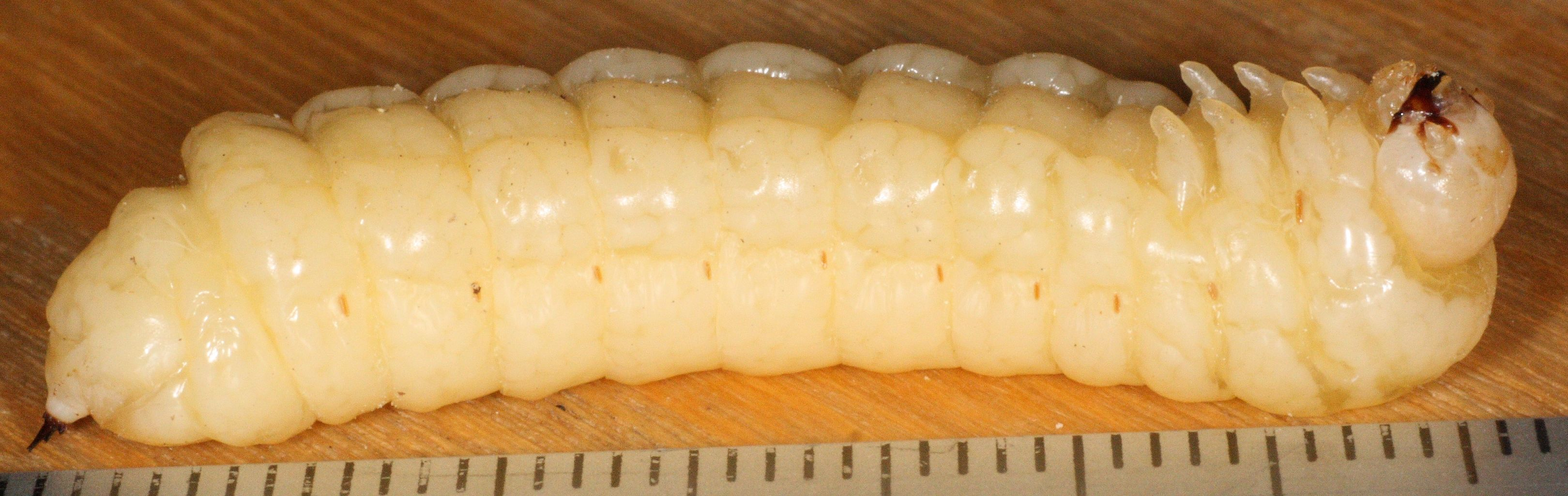
Larva

Trata-se de uma espécie presente no território português. Nomeadamente no Arquipélago da Madeira.[carece de fontes?] Trata-se de uma espécie nativa.